# Pimoa vera
Espèce
Pimoa vera est une espèce d'araignées aranéomorphes de la famille des Pimoidae.

## Distribution
Cette espèce est endémique d'Oregon aux États-Unis,. Elle se rencontre dans le comté de Coos.

## Description
La femelle holotype mesure 9,25 mm.

## Publication originale
- Gertsch, 1951 : New American linyphiid spiders. American Museum novitates, no 1514, p. 1-11 (texte intégral).